# Czas Plancka
Czas Plancka – jednostka czasu w naturalnym systemie jednostek, oznaczana jako {\displaystyle t_{P}.} Jej wartość wynosi:
{\displaystyle t_{P}={\frac {l_{P}}{c}}={\sqrt {\frac {\hbar G}{c^{5}}}}=5,391247(60)\times 10^{-44}{\text{ s}}}
gdzie:
{\displaystyle l_{P}} – długość Plancka,
{\displaystyle c} – prędkość światła w próżni,
{\displaystyle \hbar } – zredukowana stała Plancka,
{\displaystyle G} – stała grawitacji,
{\displaystyle t_{P}} – wyrażone w sekundach.
Czas Plancka to czas potrzebny fotonowi do przebycia długości Plancka. Jest to również czas trwania Ery Plancka. Wiek Wszechświata wyrażony w jednostkach Plancka to 1,7049932 × 1062 {\displaystyle t_{P}.}